# 巨角鴞
，是鴞形目鴟鴞科角鴞屬下的一種鳥類。巨角鸮是菲律賓的特有種，棲息於亞熱帶或熱帶低地的潮濕森林。該物種曾為一個單型屬小雕鴞屬下的唯一物種，但根據後續的分類研究被重新分類至角鴞屬內。因這種貓頭鷹的數量受到棲地被破壞的影響，正在迅速減少，因此《國際自然保護聯盟瀕危物種紅色名錄》列為易危物種。

## 外部連結
- 维基共享资源上的相關多媒體資源：巨角鸮
- 維基物種上的相關：巨角鸮
- Xeno-canto上有关巨角鸮的錄音